# Monticello (Louisiana)
Monticello és una població dels Estats Units a l'estat de Louisiana. Segons el cens del 2000 tenia 4.763 habitants.

## Demografia
Segons el cens del 2000, Monticello tenia 4.763 habitants, 1.630 habitatges, i 1.334 famílies. La densitat de població era de 776 habitants/km².
Dels 1.630 habitatges en un 47,2% hi vivien nens de menys de 18 anys, en un 62,4% hi vivien parelles casades, en un 15,5% dones solteres, i en un 18,1% no eren unitats familiars. En el 16% dels habitatges hi vivien persones soles el 3,9% de les quals corresponia a persones de 65 anys o més que vivien soles. El nombre mitjà de persones vivint en cada habitatge era de 2,92 i el nombre mitjà de persones que vivien en cada família era de 3,27.
Per edats la població es repartia de la següent manera: un 31,5% tenia menys de 18 anys, un 7,9% entre 18 i 24, un 32,6% entre 25 i 44, un 21,7% de 45 a 60 i un 6,3% 65 anys o més.
L'edat mediana era de 32 anys. Per cada 100 dones de 18 o més anys hi havia 84,2 homes.
La renda mediana per habitatge era de 46.707 $ i la renda mediana per família de 49.464 $. Els homes tenien una renda mediana de 38.250 $ mentre que les dones 25.915 $. La renda per capita de la població era de 17.524 $. Entorn del 4,6% de les famílies i el 5,1% de la població estaven per davall del llindar de pobresa.

## Poblacions més properes
El següent diagrama mostra les poblacions més properes.